# نیوارک و شروود
نیوارک و شروود (به انگلیسی: Newark and Sherwood) یک منطقهٔ مسکونی در بریتانیا است که در ناتینگهام‌شر واقع شده‌است.